# Партія лівих соціалістів-революціонерів

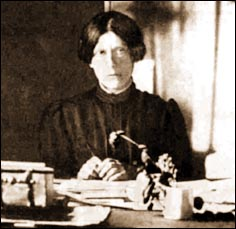
Марія Спиридонова

Ліві есери, Партія лівих соціалістів-революціонерів (інтернаціоналістів) (рос. Партия левых социалистов-революционеров-интернационалистов) — політична партія в Росії у 1917—1923.
Зародилась як опозиційне політичне крило в партії есерів у роки Першої світової війни (вийшла зі складу партії у листопаді-грудні 1917).
Друкований орган: газета «Знамя труда».
Лідери — Марія Спиридонова, Борис Камков (Кац), Марк Натансон (Бобров), Андрій Колегаєв.

## Історія
Після Лютневої революції 1917 ліве крило партії есерів, що об'єдналось навколо газети «Земля і воля», виступило з антивоєнними гаслами. На III з'їзді партії есерів (травень—червень 1917) ліві есери утворили так звану «ліву опозицію», заявивши про свої політичні розбіжності з ЦК партії. Ліві есери зажадали:
- засудити війну як імперіалістичну й негайно з неї вийти;
- припинити співробітництво партії есерів з Тимчасовим урядом;
- негайно розв'язати земельне питання відповідно до програми партії, передавши землі селянам.

Суперечки всередині партії есерів поступово посилювались та призвели спочатку до утворення фракції лівих есерів, а згодом до жовтневого збройного повстання — до остаточного розколу і створення нової партії.
У жовтні 1917 року ліві есери увійшли до створеного на пропозицію Льва Троцького Воєнно-революційного комітету Петроградської Ради та взяли участь у жовтневому збройному повстанні; підтримали партію більшовиків на II Всеросійському з'їзді Рад 25—27 жовтня (7—9 листопада) 1917, відмовившись залишити з'їзд разом із правими есерами, голосували за його рішення та увійшли до складу ВЦВК.
Праві відмовились брати участь у роботі II Всеросійського з'їзду Рад і не підтримали нової влади. 27 жовтня (9 листопада) 1917 року ЦК ПСР, більшість у якому належала правим і центру, ухвалив постанову виключити з партії «всіх, хто взяв участь у більшовицькій авантюрі й не залишив з'їзду Рад». Наприкінці листопада це рішення підтвердив IV з'їзд ПСР. Ліві есери у грудні 1917 організаційно оформились на самостійну партію.
У цілому підтримавши більшовиків, ліві есери, однак, спочатку відмовились увійти до Радянського уряду — Ради народних комісарів (РНК), зажадавши створити «однорідний соціалістичний уряд» — із представників усіх соціалістичних партій. Однак, уже наприкінці 1917 року сім представників партії лівих есерів увійшли до РНК, очоливши наркомати хліборобства, юстиції, пошти й телеграфів тощо.
Багато представників партії лівих есерів брали участь у створенні Червоної Армії, в роботі Всеросійської надзвичайної комісії (ВНК). Водночас із низки принципових питань ліві есери, "висловлюючи інтереси заможного селянства та дрібної буржуазії", з самого початку розходились із більшовиками, не приймаючи крайнощів диктатури пролетаріату і взагалі відкидаючи її потребу.
Розрив відбувся вже у лютому 1918 — на засіданні ВЦВК 23 лютого ліві есери проголосували проти підписання Берестейського миру з Німеччиною, а потім, на IV Надзвичайному з'їзді Рад (14—16 березня 1918) — й проти їхньої ратифікації. Через те що їхньої думки не було взято до уваги, то ліві есери вийшли зі складу РНК й оголосили про розрив угод із більшовиками. Заразом вони й далі працювали у ВЦВК та інших радянських закладах.
Тим часом ухвалені від Радянської влади декрети про комітети незаможників завдали удару по інтересах основної соціальної бази лівих есерів — заможного селянства. У зв'язку з цим у червні 1918 року ЦК партії лівих есерів і III з'їзд партії постановили використати всі доступні засоби для того, щоб «випрямити лінію радянської політики».
На V Всеросійському з'їзді Рад (4—10 липня 1918) ліві есери, перебуваючи в меншості (близько 350 з 1 164 депутатів), відкрито виступили проти своїх колишніх союзників — більшовиків. Не діставши підтримки, вони розпочали «активні» дії. 6 липня 1918 ліві есери Яків Блюмкін і Микола Андреєв убили в Москві німецького посла Мірбаха, що послужило сигналом до початку повстання (див. Повстання лівих есерів). За іншою версією, убивство Мірбаха було особистою ініціативою кількох керівників есерів, і ніякого повстання не було. Щобільше, у плануванні вбивства брали участь кілька більшовиків, про нього знав Дзержинський. Одначе, більшовикам було вигідно використати убивство посла як привід для розгрому опозиційної партії. 16 липня 1918 Уралрада, де величезний вплив мали ліві есери, організувала убивство царської родини у Єкатеринбурзі, з метою зриву Берестейського миру між Радянською Росією та Німеччиною. Німці після лютневої революції, попри війну, переймались через долю російської імператорської родини, бо дружина Миколи II Олександра Федорівна була німкенею, а їхні дочки були одночасно російськими царівнами й німецькими принцесами.
Після того як «повстання придушено» V Всеросійський з'їзд Рад постановив виключити зі складу Рад лівих есерів, що підтримали політичну лінію ЦК своєї партії.

## Розлам
Значна частина рядових членів партії лівих есерів і декотрі лідери партії не підтримали дії свого керівництва. Партія розломилась, й у вересні 1918 з неї виділились Партія народників-комуністів і Партія революційного комунізму, які надалі увійшли до РКП(б). Частина лівих есерів розпочала відкриту боротьбу проти Радянської влади, брала участь у "контрреволюційних" змовах і повстаннях.
Низка лівих есерів відіграла значну політичну та воєнну ролю під час Громадянської війни у боротьбі з білогвардійцями, виступаючи, заразом, проти більшовицького керівництва.
У 1923 році партія лівих есерів в умовах встановлення однопартійної диктатури в країні саморозпустилась.
У 1930-ті роки багатьох її членів репресовано.

## Члени
- 1890 року народження Фанні Юхимівна Каплан (Фейга Хаїмівна Ройтблат, народилася 10 лютого, у селі Новичі, Заславського повіту, Волинської губернії — розстріляно 3 вересня 1918 року у Москві) — учасниця російської революції 1917 року, член  партії есерів. В офіційній радянській історіографії відома як виконавець замаху на життя Леніна.